# 1900-те
1900-те години са първото десетилетие на XX век, обхващащо периода от 1 януари 1900 до 31 декември 1909 година.